# Peltobojkinia
Peltobojkinia (Peltoboykinia) – rodzaj roślin należący do rodziny skalnicowatych. Obejmuje dwa gatunki. Peltobojkinia Watanabego P. watanabei rośnie na Wyspach Japońskich, a peltobojkinia tellimowata P. tellimoides w południowo-wschodnich Chinach w prowincji Fujian. Rośliny te uprawiane są jako ozdobne.

## Morfologia
PokrójByliny o krótkim i grubym kłączu.
LiścieSkrętoległe. Odziomkowe liście okazałe, długoogonkowe, z błoniastymi przylistkami, o blaszce tarczowatej, okrągło sercowatej do dłoniasto klapowanej. Liście łodygowe mają podobny kształt, ale są znacznie mniejsze.
KwiatyZebrane w kwiatostan wierzchotkowy, z kwiatami wspartymi przysadkami. Działek kielicha jest 5. Płatków korony także jest 5, mają żółtawą barwę i na brzegu zwykle są ząbkowane. Pręcików jest 10. Zalążnia jest wpół dolna, w dolnej części z przylegającym do niej hypancjum. Powstaje z dwóch owocolistków i jest dwukomorowa. Zawiera liczne zalążki. Szyjki słupka są dwie.
OwoceTorebka z wieloma, drobnymi nasionami.

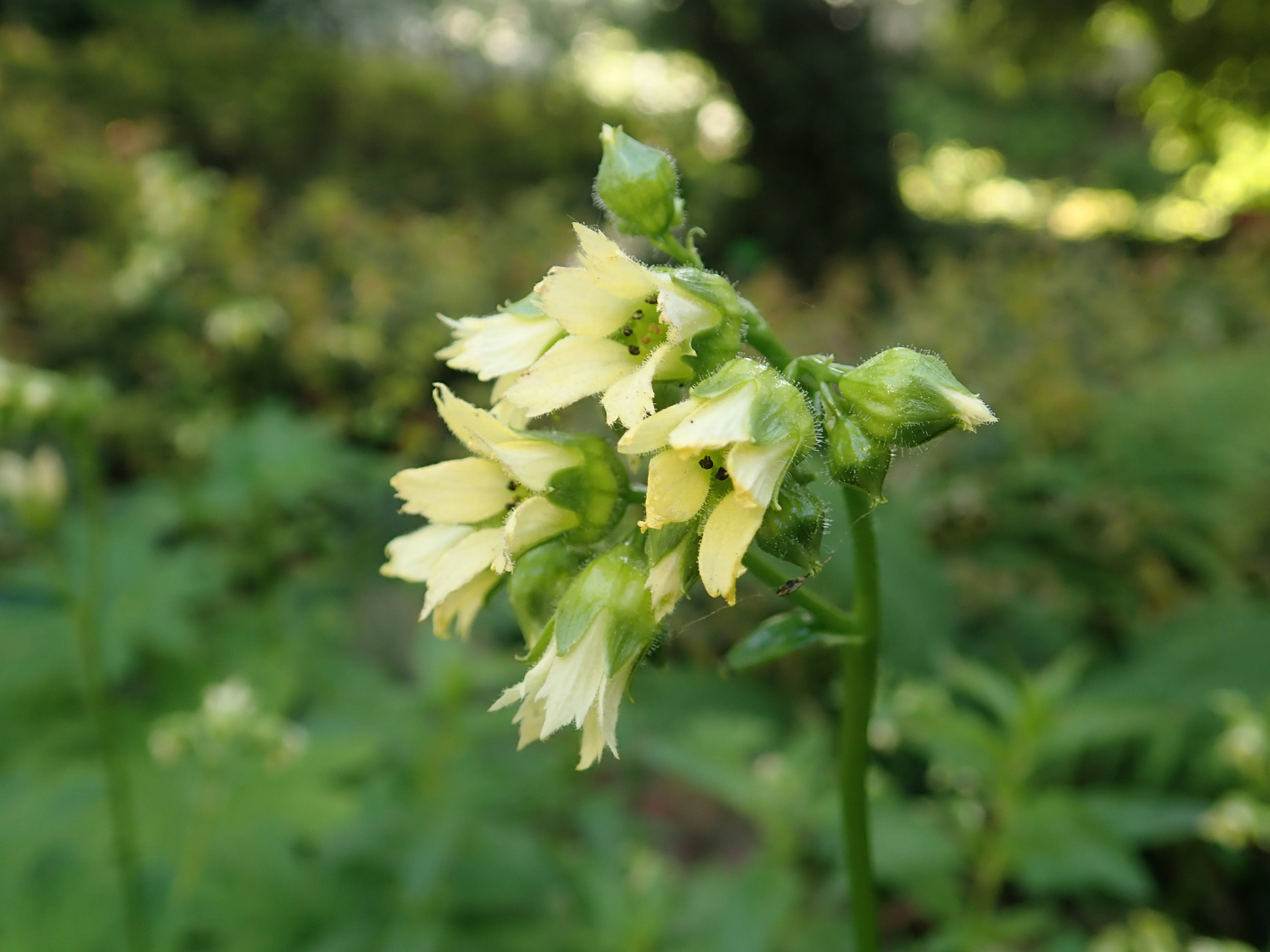
Peltobojkinia tellimowata
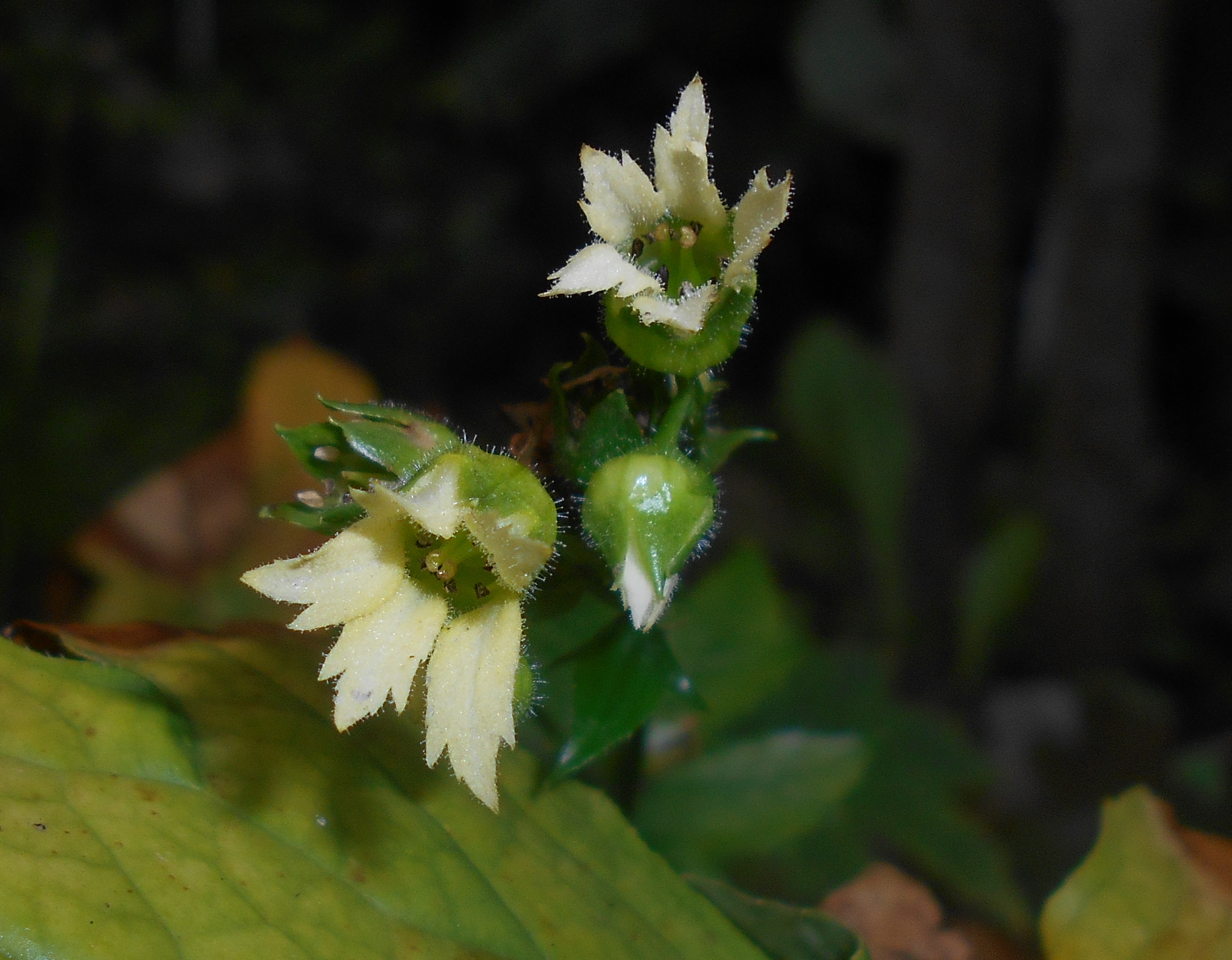
Peltobojkinia Watanabego

## Systematyka
Rodzaj z rodziny skalnicowatych Saxifragaceae, w obrębie której jest najbliżej spokrewniony z rodzajem śledziennica Chrysosplenium.
Wykaz gatunków
- Peltoboykinia tellimoides (Maxim.) H.Hara – peltobojkinia tellimowata
- Peltoboykinia watanabei (Yatabe) H.Hara – peltobojkinia Watanabego